# Ryan Bailey
Ryan Bailey (ur. 13 kwietnia 1989 w Portland) – amerykański lekkoatleta, sprinter, wicemistrz olimpijski z Londynu w sztafecie 4 × 100 metrów.
Z powodu kontuzji nie wziął udziału w mistrzostwach świata w Moskwie (2013).

## Osiągnięcia
| Rok  | Impreza                     | Miejsce   | Konkurencja        | Lokata     | Wynik   |
| ---- | --------------------------- | --------- | ------------------ | ---------- | ------- |
| 2008 | Mistrzostwa świata juniorów | Bydgoszcz | sztafeta 4 × 400 m | eliminacje | 3:05,25 |
| 2012 | Igrzyska olimpijskie        | Londyn    | bieg na 100 m      | 5. miejsce | 9,88    |
| 2012 | Igrzyska olimpijskie        | Londyn    | sztafeta 4 × 100 m | 2. miejsce | 37,04   |
| 2015 | IAAF World Relays           | Nassau    | sztafeta 4 × 100 m | 1. miejsce | 37,38   |

Bailey biegł w sztafecie 4 × 100 m, która ustanowiła aktualny rekord Stanów Zjednoczonych - 37,04 (11 sierpnia 2012, Londyn).
Medalista mistrzostw USA.

## Rekordy życiowe
- Bieg na 60 metrów (hala) – 6,57 (2015)
- Bieg na 100 metrów – 9,88 (2010 i 2012)
- Bieg na 200 metrów – 20,10 (2010)